# شمس الدولة
شمس الدولة أبو طاهر (توفي عام 1021)، كان الحاكم البويهي لهمدان من عام 997 إلى عام 1021. كان ابن فخر الدولة أبي الحسن.

## السيرة
تُوفي فخر الدولة سنة 997م، وتولى ابنه الأكبر أبو طالب رستم (مجد الدولة) السلطة في معظم ممتلكات والده في ولاية الجبال. وقد تولى أبو طاهر نفسه ولاية همدان وكرمانشاه، ولذلك عُرف بشمس الدولة . وبما أن كلا الابنين كانا قاصرين، فقد تولت والدتهما السيدة شيرين الوصاية على العرش.
في البداية، كان كلا الابنين يحملان لقب شاهنشاه، مما يعني أنهما لم يكونا تابعين لأحد. لكنهم تخلوا عن اللقب عندما قبلوا سلطة ابن عمهم بهاء الدولة في عام 1009 أو 1010 على أبعد تقدير.
وفي سنة 1006 أو 1007 حاول مجد الدولة أن يخلع السيدة شيرين من الوصاية. ولكنها حظيت بدعم الحاكم الكردي بدر بن حسنويه وشمس الدولة. وحاصرت قواتهم مدينة الري، وخاضت عدة معارك مع قوات مجد الدولة. وعندما استولَت على الري، سُجن مجد الدولة لمدة عام، وحكم شمس الدولةِ المدينةَ خلال تلك الفترة. وعندما أطلقت السيدة شيرين سراح مجد الدولة، عاد شمس الدولة إلى همدان.
حوالي عام 1013، وبعد وفاة بدر بن حسنويه، احتل شمس الدولة جزءًا من أراضي الحاكم السابق. وفي وقت ما في الجزء الأخير من حكمه، حاول استبدال مجد الدولة كحاكم للري، لكن السيدة شيرين أحبطت خططه. في عام 1015م، ذهب شمس الدولة إلى ابن سينا لعلاجه. خلال إقامة ابن سينا في بلاط شمس الدولة، أصبح هذا الأخير وزيره. توفي شمس الدولة لاحقًا في عام 1021 وخلفه ابنه سماء الدولة.